# Kalvholmarna, Raseborg
Kalvholmarna är öar i Finland. De ligger i Finska viken och i kommunen Raseborg i den ekonomiska regionen  Raseborg i landskapet Nyland, i den södra delen av landet. Öarna ligger omkring 71 kilometer väster om Helsingfors.
Arean för den av öarna koordinaterna pekar på är 5,4 hektar och dess största längd är 360 meter i sydväst-nordöstlig riktning. Ön höjer sig omkring 20 meter över havsytan.